# Tentative de coup d'État de 2013 aux Comores
La tentative de coup d'État de 2013 aux Comores est un coup d'État manqué aux Comores contre le président Ikililou Dhoinine. Ce coup d'État est motivé notamment par le mécontentement suscité par le limogeage de responsables liés au prédécesseur de Dhoinine, Ahmed Abdallah Sambi, comme par exemple le chef de l'armée. L'ancien président Sambi, qui a soutenu Ikililou Dhoinine lors de l'élection présidentielle comorienne de 2010, est écarté de son entourage après le scrutin.
En avril 2013, la sécurité de l'État appréhende jusqu'à seize individus soupçonnés de "planification d'un acte déstabilisateur" dans le pays. Parmi les personnes arrêtées figurent le fils de l'ancien président Ahmed Abdallah Abderemane et un ancien ministre, Mahmoud Ahmed Abdallah'. Des ressortissants étrangers sont également impliqués dans le projet, à savoir un ressortissant français, un ressortissant tchadien et cinq ressortissants congolais. Les autres personnes sont des militaires et des civils comoriens. Les détenus sont par la suite placés en garde à vue au camp militaire de Kandani'.
La France indique sa volonté de coopérer avec les Comores, l'ambassadeur de France ayant promis le soutien du pays après avoir été informé que certains de ses citoyens étaient impliqués dans le coup d'Etat déjoué.
Trois jours après l'arrestation des suspects, le ministre de l'Intérieur Hamada Abdallah confirme la tentative de coup d'État mais ne fournit aucun détail supplémentaire, assurant seulement que le pays est sûr, en déclarant: "Soyez rassurés, car le pays est sûr"'. Bien que les dirigeants de l’opposition aient initialement critiqué le gouvernement pour son secret concernant les informations relatives à l’incident', ils organisent ensuite des manifestations aux côtés du parti au pouvoir pour dénoncer la tentative de coup d'État. La marche unifiée a pour bur de condamner les mercenaires cherchant à perturber la stabilité politique du pays, l'opposition affirmant que Patrick Klein, qui a travaillé sous la direction du tristement célèbre Bob Denard, est largement impliqué dans le coup d'État manqué. Bob Denard a été impliqué dans quatre tentatives de coup d'État différentes aux Comores.